# Dvärgstrandlöpare
Dvärgstrandlöpare (Perileptus areolatus) är en skalbaggsart som först beskrevs av Christian Creutzer 1799.  Dvärgstrandlöpare ingår i släktet Perileptus, och familjen jordlöpare. Enligt den svenska rödlistan är arten nära hotad i Sverige. Arten förekommer i Svealand och Nedre Norrland. Arten har tidigare förekommit i Götaland men är numera lokalt utdöd. Artens livsmiljö är våtmarker.